# Salmo lumi
Salmo lumi és una espècie de peix de la família dels salmònids i de l'ordre dels salmoniformes.

## Hàbitat
Viu en zones d'aigües dolces temperades.

## Distribució geogràfica
Es troba a Albània.